# ワールド・インテリジェンス・ネットワーク
ワールド･インテリジェンス･ネットワーク (WIN) は、高IQ団体の国際組織であり、高度な認知能力を持つ人々の交流を支援するために設立された。この組織は2001年にギリシャの精神科医であるエヴァンゲロス･カツイオウリス博士によって設立された。

## 機能
WIN組織の目的と計画は加盟団体の会員同士の交流を促進することである。この組織の入会条件は統計学上の平均から最低でも標準偏差15で、知能指数120を持つことである（人口の上位10％にあたる）。ワールド･インテリジェンス･ネットワークの最初の団体はCIVIQとHELLIQとOLYMPIQ高IQ協会である。

## 構造
- 46の高IQ団体[11][12]
- 16ヶ国の国立知性サイト[13][14]
- 10の特殊研究団体[15][16]

## 貢献者
- マナヘル・ターベット
- ジェイソン・ベッツ
- エヴァンゲロス・カツイオウリス
- マサアキ・ヤマウチ
- グラハム・ポゥエル
- トニー・ブザン
- レイモンド・キーン

## 参考資料
- Società ad alto QI
- Asociaciones de superdotados
- Société à QI élevé
- IQ-club
- 知能指数
- 智商

## 関連
- 高IQ団体
- 知能指数